# Birds of a Feather (Band)
Birds of a Feather ist ein musikalisches Duo aus der Schweiz, bestehend aus Amy McKay (Gesang, Gitarre, Klavier) und Ryan Leon (Gesang, Gitarre, Banjo).

## Geschichte
Das nach dem englischen Sprichwort birds of a feather flock together (deutsch etwa „Gleich und Gleich gesellt sich gern“) benannte Duo spielte seine ersten beiden EPs Light Up (2016) und Rise Up (2017) in Dublin mit Unterstützung des irischen Produzenten und Toningenieurs Ger McDonnell ein. Ende August 2019 erschien mit You are Music ihr erstes Studioalbum, wieder aufgenommen und produziert in Zusammenarbeit mit Ger McDonnell in Dublin. Die Musik wurde bei recordJet veröffentlicht. Andere Stücke wie Out of the Blue oder Horizon wurden auch als Videos bei YouTube realisiert.

## Diskografie

### Alben
- 2019: You Are Music (recordJet)
- 2022: Colors (Distrokid)

### Singles
- 2016: Light Up
- 2017: Rise Up
- 2024: Counterforce
- 2024: Fragments